# Condado de Cass (Iowa)
O Condado de Cass é um dos 99 condados do estado norte-americano do Iowa. A sede do condado é Atlantic, que é também a sua maior cidade. O condado tem uma área de 1463 km² (dos quais 3 km² estão cobertos por água), uma população de 14 684 habitantes, e uma densidade populacional de 10 hab/km² (segundo o censo nacional de 2000). O condado foi fundado em 1851 e recebeu o seu nome em homenagem ao político Lewis Cass, candidato pelo Partido Democrata às eleições presidenciais dos Estados Unidos em 1848.

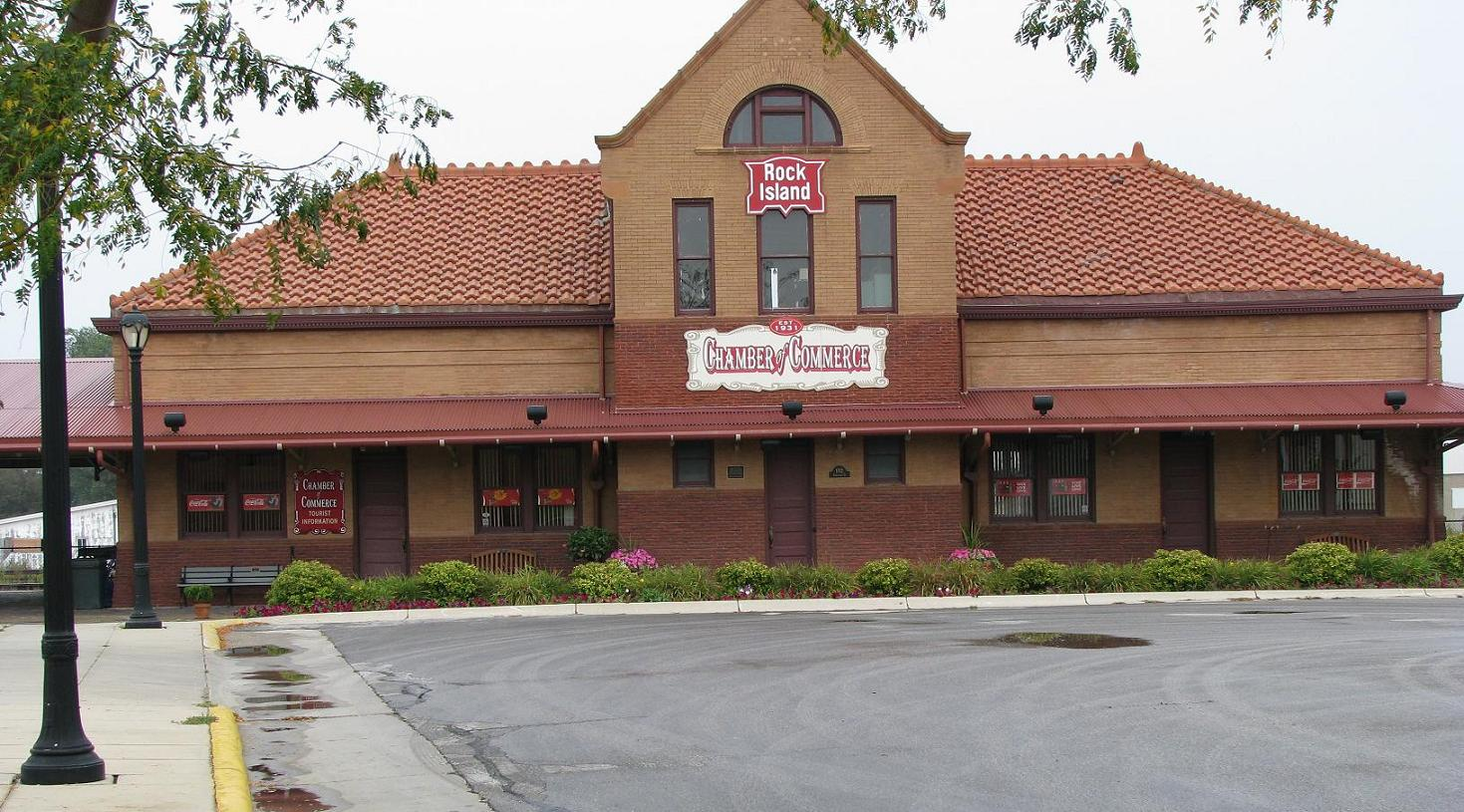
Rock Island Depot em Atlantic, Iowa